# Titta Ruffo
Titta Ruffo, pseudonimo di Ruffo Cafiero Titta (Pisa, 9 giugno 1877 – Firenze, 5 luglio 1953), è stato un baritono italiano.

## Biografia
Figlio di Oreste Titta e Amabile Sequenza, gli fu dato il nome composto di Ruffo Cafiero, in onore dell'anarchico Carlo Cafiero.
Giovanissimo, nel 1897, dopo alcuni mesi di lezioni con Persichini a Roma (dove venne considerato non dotato), studiò per un breve periodo a Milano col baritono Lelio Casini, ma si formò fondamentalmente da autodidatta. In alcune audizioni fu notato per la sua eccezionale voce, potente e bronzea. La prima scrittura fu a Roma, dove a vent'anni debuttò al Teatro Costanzi nel ruolo dell'Araldo in Lohengrin, cui seguì una tournée in Calabria e in Sicilia. A soli 22 anni debuttò in Rigoletto, ruolo che contribuì più di ogni altro alla sua fama.
A Pisa, sua città natale, ritornò nel 1898 al Teatro Politeama ne Il trovatore e in Lucia di Lammermoor; anni dopo riapparve in Otello, Don Carlo, Ernani e in un suo cavallo di battaglia, Amleto. Dal 1904 al 1929, con l'interruzione della chiamata alle armi per la prima guerra mondiale, cantò alla Scala, al Metropolitan Opera di New York, a Chicago, Città del Messico, Buenos Aires, Rio de Janeiro, Parigi, Budapest, Barcellona e in tantissimi altri teatri del mondo.
Antifascista, era cognato di Giacomo Matteotti (che aveva sposato la sorella Velia Titta, poetessa), a cui era legatissimo e di cui portò a spalla il feretro. A seguito dell'omicidio del deputato socialista, dal 1924 decise di non cantare più in Italia. Le autorità fasciste lo dichiararono quindi sovversivo. Si ritirò dalle scene nel 1931 e visse in esilio in Svizzera e Francia. Nel 1937, rientrato in patria per una visita familiare, venne arrestato. La mobilitazione internazionale di artisti e intellettuali spinse il governo fascista a rilasciarlo, ma gli fu negato l'espatrio.
Titta Ruffo fu figura artistica rivoluzionaria, paragonata per certi aspetti a quella che fu il quasi coetaneo Enrico Caruso in campo tenorile, sia per le doti vocali, eccezionali per volume e scurità di timbro, sia per quelle interpretative, improntate a una verità drammatica precorritrice di un gusto più vicino alla sensibilità moderna.

## Bibliografia

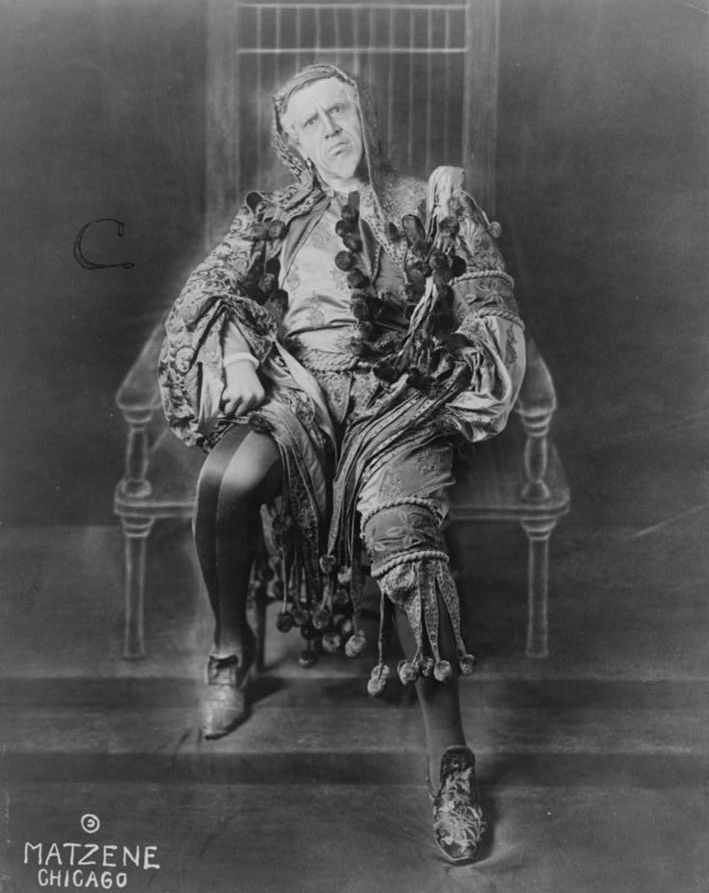
Titta Ruffo in Rigoletto

## Repertorio operistico
| Ruolo                 | Titolo                    | Autore      |
| --------------------- | ------------------------- | ----------- |
| Escamillo             | Carmen                    | Bizet       |
| Eugenio Onegin        | Eugenio Onegin            | Čajkovskij  |
| Michonnet             | Adriana Lecouvreur        | Cilea       |
| Enrico Ashton         | Lucia di Lammermoor       | Donizetti   |
| Antonio               | Linda di Chamounix        | Donizetti   |
| Alfonso XI            | La favorita               | Donizetti   |
| Dottor Malatesta      | Don Pasquale              | Donizetti   |
| Cristoforo Colombo    | Cristoforo Colombo        | Franchetti  |
| Carlo Warmos          | Germania                  | Franchetti  |
| Gérard                | Andrea Chénier            | Giordano    |
| De Siriex             | Fedora                    | Giordano    |
| Gleby                 | Siberia                   | Giordano    |
| Neri                  | La cena delle beffe       | Giordano    |
| Mefistofele Valentino | Faust                     | Gounod      |
| Tonio                 | Pagliacci                 | Leoncavallo |
| Cascart               | Zazà                      | Leoncavallo |
| Edipo                 | Edipo re                  | Leoncavallo |
| Don Sallustio         | Ruy Blas                  | Marchetti   |
| Compare Alfio         | Cavalleria rusticana      | Mascagni    |
| Kyoto                 | Iris                      | Mascagni    |
| Atanaele              | Thaïs                     | Massenet    |
| Fra Bonifazio         | Le jongleur de Notre-Dame | Massenet    |
| Nélusko               | L'africana                | Meyerbeer   |
| Don Giovanni          | Don Giovanni              | Mozart      |
| Boris Godunov         | Boris Godunov             | Musorgskij  |
| Don Ignazio           | Aurora                    | Panizza     |
| Barnaba               | La Gioconda               | Ponchielli  |
| Lescaut               | Manon Lescaut             | Puccini     |
| Marcello              | La bohème                 | Puccini     |
| Barone Scarpia        | Tosca                     | Puccini     |
| Jack Rance            | La fanciulla del West     | Puccini     |
| Figaro                | Il barbiere di Siviglia   | Rossini     |
| Il Demone             | Il Demone                 | Rubinštejn  |
| Sommo sacerdote       | Sansone e Dalila          | Saint-Saëns |
| Amleto                | Amleto                    | Thomas      |
| Nabucco               | Nabucco                   | Verdi       |
| Don Carlo             | Ernani                    | Verdi       |
| Rigoletto             | Rigoletto                 | Verdi       |
| Conte di Luna         | Il trovatore              | Verdi       |
| Giorgio Germont       | La traviata               | Verdi       |
| Renato                | Un ballo in maschera      | Verdi       |
| Don Carlo di Vargas   | La forza del destino      | Verdi       |
| Don Rodrigo di Posa   | Don Carlo                 | Verdi       |
| Amonasro              | Aida                      | Verdi       |
| Iago                  | Otello                    | Verdi       |
| Sir John Falstaff     | Falstaff                  | Verdi       |
| Araldo del re         | Lohengrin                 | Wagner      |
| Kurvenald             | Tristano e Isotta         | Wagner      |
| Gianciotto            | Francesca da Rimini       | Zandonai    |